# エレナ・アナヤ
エレナ・アナヤ・グティエレス（Elena Anaya Gutiérrez, 1975年7月17日 - ）は、スペイン・パレンシア県パレンシア出身の女優。

## 略歴
1995年にデビュー。2001年にフリオ・メデムが監督した『ルシアとSEX』の体当たりの演技でゴヤ賞助演女優賞にノミネートされた。その後ハリウッドにも進出、2004年の『ヴァン・ヘルシング』ではドラキュラの花嫁の一人を演じた。
2006年にジャスティン・ティンバーレイクのシングル「SexyBack」に出演している。
2012年、ペドロ・アルモドバル監督の『私が、生きる肌』で主演を務め、ゴヤ賞主演女優賞を受賞。

## 主な出演作品
- カット! Familia (1996)
- ルシアとSEX Lucía y el sexo (2001) - ベレン
  - 日本では劇場未公開
- ウェルカム!ヘヴン Sin noticias de Dios (2001) - ピリ
- 青い部屋の女 La habitación azul (2002)
  - 日本では劇場未公開
- トーク・トゥ・ハー Hable con ella (2002)
- ヴァン・ヘルシング Van Helsing (2004) - アリーラ
- 機械じかけの小児病棟 Frágiles (2005) - ヘレン
- アラトリステ Alatriste (2006) - アンヘリカ・デ・アルケサル
- 美しすぎる母 Savage Grace (2007) - ブランカ
- ランド・オブ・ウーマン/優しい雨の降る街で In the Land of Women (2007)
  - 日本では劇場未公開
- ジャック・メスリーヌ フランスで社会の敵No.1と呼ばれた男 Part1 ノワール編 L'Instinct de mort (2008) - ソフィア
- シャッター ラビリンス Hierro (2009) - マリア
  - 日本では劇場未公開
- ローマ、愛の部屋 Habitación en Roma (2010) - アルバ
  - 日本では劇場未公開
- この愛のために撃て À bout portant (2010) - ナディア・ピエレ
- 私が、生きる肌 La piel que habito (2011) - ベラ・クルス
- 快楽の渦 Swung (2015) - アリス
- 潜入者 The Infiltrator (2016) - グロリア・アルケイノ
- アドベンチャー・アイランド Zip & Zap and the Captain's Island (2016) - パム
- ワンダーウーマン Wonder Woman (2017) - イザベル・マル博士 / ドクター・ポイズン
- JETT/ジェット Jett (2019) - マリア
- サン・セバスチャンへ、ようこそ Rifkin's Festival (2020) - ジョー

## 主な受賞・ノミネート
- ルシアとSEX
  - 2002年 スペイン俳優組合賞 最優秀助演賞 受賞
  - 2002年 第16回（2001年度）ゴヤ賞 最優秀助演女優賞 ノミネート
- 機械じかけの小児病棟
  - 2006年 バルセロナ映画賞 最優秀女優賞 ノミネート
- シャッター ラビリンス
  - 2009年 第42回シッチェス・カタロニア国際映画祭 最優秀女優賞 受賞
  - 2010年 ポルト国際映画祭 監督週間部門 最優秀女優賞 受賞
- ローマ、愛の部屋
  - 2011年 フォトグラマス・デ・プラタ 最優秀映画女優賞 受賞
  - 2011年 第25回（2010年度）ゴヤ賞 最優秀主演女優賞 ノミネート
  - 2011年 スペイン俳優組合賞 最優秀主演女優賞 ノミネート
- 私が、生きる肌
  - 2012年 第26回（2011年度）ゴヤ賞 最優秀主演女優賞 受賞